# بخل

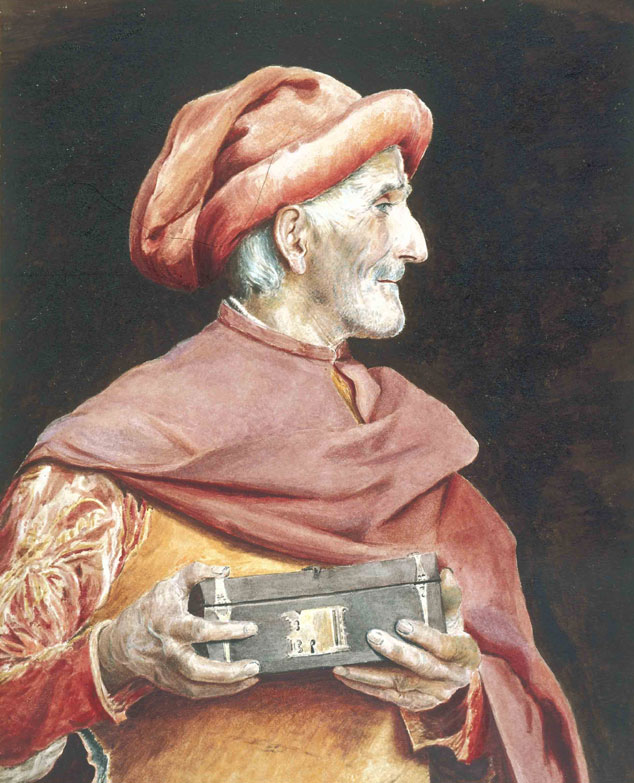
لوحة البخيل لماريا فيودروفنا

البخل وهو كنز المال وجمعه وعدم إنفاقه في المباحات بحجة الخوف من عاديات المستقبل، والبخل خصلة ذميمة مكروهة تمنع الفرد من البذل والعطاء.
 والبخل يعد من أسوأ الصفات التي يكرهها الناس، على الأخص العرب، فهي بنظرهم من الصفات القبيحة التي تقلّل من المرؤة.

## تعريف البخل
والبُخْلُ: ضِدُّ الكَرَمِ والجُودِ، وقد بَخِلَ بكذا: أي ضنَّ بما عنده ولم يجُدْ، ويقال: هو بخيل وباخل، وجمعه بخلاء. وقال الراغب الأصفهاني: (البُخْلُ: إمساك المقتنيات عما لا يحق حبسها عنه).
وقال ابن حجر: (البخل هو منع ما يطلب مما يقتنى، وشره ما كان طالبه مستحقًّا، ولا سيما إن كان من غير مال المسئول).

## الفرق بين البخل والشح
اختلف أهل العلم في البخل والشح، هل هما مترادفان أم لكلِّ واحد منهما معنى غير معنى الآخر، وقد بين الطِّيبي أن الفرق بينهما عسير جدًّا.
الشُّحُّ في اللغة: البُخْل مَع حِرْصٍ. قال النووي: (الشحُّ: هو البخل بأداء الحقوق، والحرص على ما ليس له). وقال الطبري: (الشحُّ: الإفراط في الحرص على الشيء).
وفرَّق ابن عمر بين الشحِّ والبخل، فقال: (ليس الشحيح أن يمنع الرجل ماله، ولكنه البخل، وإنه لشرٌّ، إنما الشحُّ أن تطمح عين الرجل إلى ما ليس له). وقيل أنهما مترادفان لهما نفس المعنى. وقيل: (البخل هو نفس المنع، والشحُّ الحالة النفسية التي تقتضي ذلك المنع).
ويرى ابن مسعود : أن البخل هو البخل بما في اليد من مال، أما الشح فهو أن يأكل المرء مال الآخرين بغير حقٍّ، فقد (قال له رجل: إني أخاف أن أكون قد هلكت قال: وما ذاك قال: إني سمعت الله يقول: ﴿وَمَن يُوقَ شُحَّ نَفْسِهِ فَأُوْلَئِكَ هُمُ الْمُفْلِحُونَ﴾. وأنا رجل شحيح، لا يكاد يخرج مني شيء، فقال له ابن مسعود: ليس ذاك بالشحِّ، ولكنه البخل، ولا خير في البخل، وإنَّ الشحَّ الذي ذكره الله في القرآن أن تأكل مال أخيك ظلمًا).
وقال ابن القيم أنَّ (الفرق بين الشحِّ والبخل: أنَّ الشحَّ هو شدة الحرص على الشيء، والإحفاء في طلبه، والاستقصاء في تحصيله، وجشع النفس عليه، والبخل منع إنفاقه بعد حصوله، وحبه، وإمساكه، فهو شحيح قبل حصوله، بخيل بعد حصوله، فالبخل ثمرة الشحِّ، والشحُّ يدعو إلى البخل، والشحُّ كامن في النفس، فمن بخل فقد أطاع شحَّه، ومن لم يبخل فقد عصى شحَّه ووقي شرَّه، وذلك هو المفلح ﴿وَمَن يُوقَ شُحَّ نَفْسِهِ فَأُوْلَئِكَ هُمُ الْمُفْلِحُونَ﴾).
قيل أيضا: إنَّ الشحَّ هو البخل مع زيادة الحرص، وهو ما رجَّحه القرطبي، فقال: (وقيل: إنَّ الشحَّ هو البخل مع حرص. وهو الصحيح لما رواه مسلم عن جابر بن عبد الله أنَّ رسول الله ﷺ قال: ((اتَّقوا الظلم؛ فإنَّ الظلم ظلمات يوم القيامة، واتَّقوا الشحَّ؛ فإنَّ الشحَّ أهلك من كان قبلكم؛ حملهم على أن سفكوا دماءهم، واستحلُّوا محارمهم)). وهذا يردُّ قول من قال: إنَّ البخل منع الواجب، والشحُّ منع المستحب. إذ لو كان الشحُّ منع المستحب لما دخل تحت هذا الوعيد العظيم، والذمِّ الشديد الذي فيه هلاك الدنيا والآخرة. ويؤيد هذا المعنى ما رواه النسائي عن أبي هريرة عن النبي ﷺ: ((لا يجتمع غبار في سبيل الله ودخان جهنم في منخري رجل مسلم أبدًا، ولا يجتمع شحٌّ وإيمان في قلب رجل مسلم أبدًا)).).

## أنواع الرجال عند العرب
وقد قسم العرب الرجال إلى أربع: كريم وبخيل وزاهد وشحيح.
- أما الكريم فهو الرجل الذي يكرم نفسه وأهله وجيرانه وضيفه وأقاربه فهو رجل كريم المعشر.
- أما البخيل فهو من ينفق على نفسه بل يغدق عليها ولكنه بخيل على الناس فهو رجل بخيل.
- أما الشحيح فهو أقبح أنواع البخل فهو شديد البخل على نفسه وعلى عياله وجيرانه وأقاربه ومعارفه ويبخل بما يملك وما لا يملك ويكون سيئ المعشر.

ولقد وصفهم الجاحظ وصفًا دقيقًا في كتابه البخلاء كما ذكر فيه أساليبهم وعاداتهم بأسلوب قصصي.

### أشهر بخلاء العرب
- الحطيئة: يحكى أنه كان جالسا أمام بيته وهو يحمل عصا، فمر به رجل فقال: أنا ضيف، فأشار الحطيئة إلى العصا وقال: إنما هي للضيوف.

## ذم البخل والنهي عنه في النصوص الإسلامية
- في القرآن:

البخل والشُّح خلقان مذمومان، ذمَّهما الله تعالى في غير آية من كتابه الكريم، وتوعَّد أصحابها بوعيد شديد، وعقوبات تلحقهم في الدنيا والآخرة:
- قال تعالى: ﴿الَّذِينَ يَبْخَلُونَ وَيَأْمُرُونَ النَّاسَ بِالْبُخْلِ وَمَن يَتَوَلَّ فَإِنَّ اللَّهَ هُوَ الْغَنِيُّ الْحَمِيدُ﴾ ~[الحديد: 24]...
(أي: يجمعون بين الأمرين الذميمين، اللذين كلٌّ منهما كافٍ في الشرِّ: البخل: وهو منع الحقوق الواجبة، ويأمرون الناس بذلك، فلم يكفهم بخلهم، حتى أمروا الناس بذلك، وحثوهم على هذا الخلق الذميم، بقولهم وفعلهم، وهذا من إعراضهم عن طاعة ربهم، وتوليهم عنها...).
- وقال تعالى: ﴿وَلاَ يَحْسَبَنَّ الَّذِينَ يَبْخَلُونَ بِمَا آتَاهُمُ اللّهُ مِن فَضْلِهِ هُوَ خَيْرًا لَّهُمْ بَلْ هُوَ شَرٌّ لَّهُمْ سَيُطَوَّقُونَ مَا بَخِلُواْ بِهِ يَوْمَ الْقِيَامَةِ وَلِلّهِ مِيرَاثُ السَّمَاوَاتِ وَالأَرْضِ وَاللّهُ بِمَا تَعْمَلُونَ خَبِيرٌ﴾ ~[آل عمران: 180]...
(أي ولا يظنُّ الذين يبخلون، أي: يمنعون ما عندهم مما آتاهم الله من فضله، من المال والجاه والعلم، وغير ذلك مما منحهم الله، وأحسن إليهم به، وأمرهم ببذل ما لا يضرُّهم منهُ لعباده، فبخلوا بذلك، وأمسكوه، وضنُّوا به على عباد الله، وظنُّوا أنَّه خير لهم، بل هو شرٌّ لهم، في دينهم ودنياهم، وعاجلهم وآجلهم ﴿سَيُطَوَّقُونَ مَا بَخِلُواْ بِهِ يَوْمَ الْقِيَامَةِ﴾ ~[آل عمران: 180] أي: يجعل ما بخلوا به طوقًا في أعناقهم، يعذَّبون به).
- وقال تعالى: ﴿وَاعْبُدُواْ اللّهَ وَلاَ تُشْرِكُواْ بِهِ شَيْئًا وَبِالْوَالِدَيْنِ إِحْسَانًا وَبِذِي الْقُرْبَى وَالْيَتَامَى وَالْمَسَاكِينِ وَالْجَارِ ذِي الْقُرْبَى وَالْجَارِ الْجُنُبِ وَالصَّاحِبِ بِالجَنبِ وَابْنِ السَّبِيلِ وَمَا مَلَكَتْ أَيْمَانُكُمْ إِنَّ اللّهَ لاَ يُحِبُّ مَن كَانَ مُخْتَالاً فَخُورًا الَّذِينَ يَبْخَلُونَ وَيَأْمُرُونَ النَّاسَ بِالْبُخْلِ وَيَكْتُمُونَ مَا آتَاهُمُ اللّهُ مِن فَضْلِهِ وَأَعْتَدْنَا لِلْكَافِرِينَ عَذَابًا مُّهِينًا﴾ ~[النساء: 36-37]...
قال ابن تيمية: (قَدْ تُؤُوِّلَتْ في البُخْل بالمال والمنع والبخل بالعلم ونحوه، وهي تَعُمُّ البخل بكلِّ ما ينفع في الدِّين والدُّنيا مِن علم ومال وغير ذلك). (والمراد بالبخل في الآية البخل بالإحسان الذي أمر به فيما تقدم، فيشمل البخل بلين الكلام، وإلقاء السلام، والنصح في التعليم، وإنقاذ المشرف على التهلكة، وكتمان ما آتاهم الله من فضله يشمل كتمان المال، وكتمان العلم).
- وقال تعالى: ﴿وَمَن يُوقَ شُحَّ نَفْسِهِ فَأُوْلَئِكَ هُمُ الْمُفْلِحُونَ﴾ ~[الحشر: 9]...
قال الطبري: («وَمَن يُوقَ شُحَّ نَفْسِهِ». يقول تعالى ذكره: من وقاه الله شح نفسه «فَأُوْلَئِكَ هُمُ الْمُفْلِحُونَ» المخلدون في الجنة... وأما العلماء فإنهم يرون أنَّ الشحَّ في هذا الموضع إنما هو أكل أموال الناس بغير حقٍّ).
وقال السعدي: (من رزق الإيثار فقد وقي شح نفسه «وَمَن يُوقَ شُحَّ نَفْسِهِ فَأُوْلَئِكَ هُمُ الْمُفْلِحُونَ» ووقاية شح النفس، يشمل وقايتها الشح، في جميع ما أمر به، فإنه إذا وقي العبد شح نفسه، سمحت نفسه بأوامر الله ورسوله، ففعلها طائعًا منقادًا، منشرحًا بها صدره، وسمحت نفسه بترك ما نهى الله عنه، وإن كان محبوبًا للنفس، تدعو إليه، وتطلع إليه، وسمحت نفسه ببذل الأموال في سبيل الله وابتغاء مرضاته، وبذلك يحصل الفلاح والفوز، بخلاف من لم يوق شح نفسه، بل ابتلي بالشح بالخير، الذي هو أصل الشر ومادته).
- قال تعالى: ﴿وَإِنِ امْرَأَةٌ خَافَتْ مِن بَعْلِهَا نُشُوزًا أَوْ إِعْرَاضًا فَلاَ جُنَاْحَ عَلَيْهِمَا أَن يُصْلِحَا بَيْنَهُمَا صُلْحًا وَالصُّلْحُ خَيْرٌ وَأُحْضِرَتِ الأَنفُسُ الشُّحَّ وَإِن تُحْسِنُواْ وَتَتَّقُواْ فَإِنَّ اللّهَ كَانَ بِمَا تَعْمَلُونَ خَبِيرًا﴾ ~[ النساء: 128 ]...
قال السعدي: (وَأُحْضِرَتِ الأَنفُسُ الشُّحَّ أي: (جبلت النفوس على الشحِّ، وهو: عدم الرغبة في بذل ما على الإنسان، والحرص على الحقِّ الذي له، فالنفوس مجبولة على ذلك طبعًا، أي: فينبغي لكم أن تحرصوا على قلع هذا الخلق الدنيء من نفوسكم، وتستبدلوا به ضدَّه وهو السماحة، وهو بذل الحقِّ الذي عليك؛ والاقتناع ببعض الحقِّ الذي لك. فمتى وُفِّق الإنسان لهذا الخلق الحسن سهل حينئذ عليه الصلح بينه وبين خصمه ومعامله، وتسهَّلت الطريق للوصول إلى المطلوب. بخلاف من لم يجتهد في إزالة الشحِّ من نفسه، فإنَّه يعسر عليه الصلح والموافقة؛ لأنَّه لا يرضيه إلا جميع ماله، ولا يرضى أن يؤدي ما عليه، فإن كان خصمه مثله اشتدَّ الأمر).
*في السنة:
- عن جابر بن عبد الله، أنَّ رسول الله ﷺ قال: «إيَّاكم والظلم، فإنَّ الظلم ظلمات يوم القيامة، واتَّقوا الشحَّ، فإنَّ الشحَّ أهلك من كان قبلكم، حملهم على أن سفكوا دماءهم، واستحلوا محارمهم»...
قال النووي: (قوله ﷺ: (واتقوا الشحَّ، فإنَّ الشحَّ أهلك من كان قبلكم). قال القاضي: يحتمل أنَّ هذا الهلاك هو الهلاك الذي أخبر عنهم به في الدنيا بأنهم سفكوا دماءهم، ويحتمل أنَّه هلاك الآخرة، وهذا الثاني أظهر، ويحتمل أنه أهلكهم في الدنيا والآخرة).
- وعن أبي هريرة  قال: «ضرب رسول الله ﷺ مثل البخيل والمتصدق، كمثل رجلين عليهما جنتان من حديد، قد اضطرت أيديهما إلى ثديهما وتراقيهما، فجعل المتصدق كلما تصدق بصدقة انبسطت عنه، حتى تغشي أنامله وتعفو أثره، وجعل البخيل كلما همَّ بصدقة قلصت، وأخذت كل حلقة مكانها، قال: فأنا رأيت رسول الله ﷺ، يقول: بإصبعه في جيبه، فلو رأيته يوسعها ولا توسع».
قال ابن القيم تعليقًا على هذا الحديث: (لما كان البخيل محبوسًا عن الإحسان، ممنوعًا عن البرِّ والخير، وكان جزاؤه من جنس عمله؛ فهو ضيق الصدر، ممنوع من الانشراح، ضيق العطن، صغير النفس، قليل الفرح، كثير الهمِّ والغمِّ والحزن، لا يكاد تقضى له حاجة، ولا يعان على مطلوب، فهو كرجل عليه جبة من حديد قد جمعت يداه إلى عنقه، بحيث لا يتمكن من إخراجها ولا حركتها، وكلما أراد إخراجها أو توسيع تلك الجبة؛ لزمت كلُّ حلقة من حلقها موضعها، وهكذا البخيل كلما أراد أن يتصدق منعه بخله فبقي قلبه في سجنه كما هو).
- وعن أنس بن مالك، قال: كان النبي ﷺ يقول: «اللهم إني أعوذ بك من الهمِّ والحزن، والعجز والكسل، والجبن والبخل، وضلع الدين، وغلبة الرجال»...
يقول ابن القيم تعليقًا على هذا الحديث: (...ثم ذكر الجبن والبخل فإنَّ الإحسان المتوقَّع من العبد إما بماله؛ وإما ببدنه؛ فالبخيل مانع لنفع ماله، والجبان مانع لنفع بدنه ...). وقال: (والجبن والبخل قرينان: فإن عدم النفع منه إن كان ببدنه فهو الجبن، وإن كان بماله فهو البخل).
- وعن جابر  قال: لما قدم رسول الله ﷺ قال: «يا بني سلمة من سيدكم قالوا: الجدُّ بن قيس وإنا لنبخِّله. قال: وأيُّ داء أدوأ من البخل؟! بل سيدكم الخير الأبيض عمرو بن الجموح». قال: وكان على أضيافهم في الجاهلية، قال: وكان يولم على رسول الله ﷺ إذا تزوَّج...
قال المناوي: (أيُّ عيب أقبح منه؛ لأنَّ من ترك الإنفاق خوف الإملاق لم يصدق الشارع، فهو داء مؤلم لصاحبه في الآخرة، وإن لم يكن مؤلمًا في الدنيا).
- وعن أبي هريرة، عن النبي ﷺ، قال: «يتقارب الزمان، وينقص العمل، ويُلقَى الشحُّ، وتظهر الفتن، ويكثر الهرج. قالوا: يا رسول الله، أيُّمَ هو؟ قال: ((القتل القتل))» ...
قال ابن حجر: (أما قوله: ويلقى الشح. فالمراد إلقاؤه في قلوب الناس على اختلاف أحوالهم؛ حتى يبخل العالم بعلمه، فيترك التعليم والفتوى، ويبخل الصانع بصناعته حتى يترك تعليم غيره، ويبخل الغني بماله حتى يهلك الفقير، وليس المراد وجود أصل الشحِّ؛ لأنَّه لم يزل موجودًا). وقال ابن الجوزي: (قوله: يلقى الشح. على وجهين: أحدهما يلقى من القلوب، يدل عليه قوله: ويفيض المال. والثاني: يلقى في القلوب، فيوضع في قلب من لا شحَّ عنده، ويزيد في قلب الشحيح. ووجه هذا أنَّ الحديث خارج مخرج الذمِّ، فوقوع الشحِّ في القلوب مع كثرة المال أبلغ في الذمِّ).
- في أقوال العلماء:

- قال طلحة بن عبيد الله : (إنا لنجد بأموالنا ما يجد البخلاء؛ لكننا نتصبر).
- قال علي : (البخل جلباب المسكنة، وربما دخل السخيُّ بسخائه الجنة).
- وسئل الحسن بن علي  عن البخل فقال: (هو أن يرى الرجل ما ينفقه تلفًا، وما يمسكه شرفًا).
- وقال بشر بن الحارث: (البخيل لا غيبة له؛ قال النبي ﷺ ((إنك إذًا لبخيل)).
- وقال: (لا تزوِّج البخيل ولا تعامله، ما أقبح القارئ أن يكون بخيلًا).
- ومدحت امرأة عند رسول الله ﷺ فقالوا: ((صوَّامة قوَّامة إلا أن فيها بخلًا، قال: فما خيرها إذن؟)).).
- قال حبيش بن مبشر الثقفي الفقيه: (قعدت مع أحمد بن حنبل ويحيى بن معين، والناس متوافرون فأجمعوا أنهم لا يعرفون رجلًا صالحًا بخيلًا).
- وقال أبو حنيفة: (لا أرى أن أُعدِّل بخيلًا؛ لأنَّ البخل يحمله على الاستقصاء؛ فيأخذ فوق حقه خيفة من أن يغبن، فمن كان هكذا لا يكون مأمون الأمانة).
- وقال الشعبي: (لا أدري أيهما أبعد غورًا في نار جهنم البخل، أو الكذب).
- وقال ابن المعتز: (أبخل الناس بماله أجودهم بعرضه). - وقال أيضًا: (بشِّرْ مال البخيل بحادث، أو وارث).
- وقال يحيى بن معاذ: (ما في القلب للأسخياء إلا حبٌّ؛ ولو كانوا فجارًا، وللبخلاء إلا بغض؛ ولو كانوا أبرارًا).
- وقال الماوردي: (الحرص والشحُّ أصل لكلِّ ذم، وسبب لكلِّ لؤم؛ لأنَّ الشحَّ يمنع من أداء الحقوق، ويبعث على القطيعة والعقوق).
- وقال ابن القيم: (والجبن والبخل قرينان: فإن عدم النفع منه إن كان ببدنه فهو الجبن، وإن كان بماله فهو البخل).
.

## حكم البخل
ليس للبخل حكمًا واحدًا ينطبق على جميع صوره وأنواعه، وإنما لكل صورة من صور البخل حكمًا خاصًّا بها، وإن كان البخل في عمومه مذمومًا مكروهًا، يقول ابن تيمية: (والبخل جنس تحته أنواع كبائر وغير كبائر).
فإن كان المنع بخلًا بواجب فهو محرم شرعًا، بل هو كبيرة من الكبائر توعَّد الله صاحبها بالعقوبة والعذاب، كمن منع الزكاة الواجبة بخلًا بالمال وحرصًا عليه، قال ابن تيمية: (فإنَّ البخل من الكبائر، وهو منع الواجبات: من الزكاة، وصلة الرحم، وقرى الضيف، وترك الإعطاء في النوائب، وترك الإنفاق في سبيل الله)
أشد درجات البخل: قال ابن قدامة المقدسي: (وأشد درجات البخل أن يبخل الإنسان على نفسه مع الحاجة، فكم من بخيل يمسك المال، ويمرض فلا يتداوى، ويشتهي الشهوة فيمنعه منها البخل. فكم بين من يبخل على نفسه مع الحاجة، وبين ما يؤثر على نفسه مع الحاجة، فالأخلاق عطايا يضعها الله عزَّ وجلَّ حيث يشاء)
يقال: رجل بخيل، ثم مُسُك إذا كان شديد الإمساك لماله، ثم لَحِز إذا كان ضيق النفس شديد البخل، ثم شحيح إذا كان مع شدة بخله حريصًا، ثم فاحش إذا كان متشدِّدًا في بخله، ثم حِلِزٌّ إذا كان في نهاية البخل.

## وسائل البُعد عن البخل[47]
1- أن يحسن المرء الظنَّ بالله عزَّ وجلَّ، وليعلم أنَّ الله الذي أمره بالإنفاق قد تكفَّل له بالزيادة. وقد قيل: (قلة الجود سوء ظنٍّ بالمعبود).
2- الإكثار من الصدقة، وإن كان ذلك ثقيلًا على من اتصف بهذه الصفة، وبذلك يعتاد على صفة الكرم والإنفاق، قال ابن القيم: (فالفقير الآخذ لصدقتك يستخرج منك داء البخل، كالحجام يستخرج منك الدم المهلك).
3- معرفة أن الإيحاء بالفقر والتخويف منه إنما هو وعد شيطاني، وأن وعد الله هو المغفرة للذنوب وزيادة الفضل، يقول الله تعالى: ﴿الشَّيْطَانُ يَعِدُكُمُ الْفَقْرَ وَيَأْمُرُكُم بِالْفَحْشَاء وَاللّهُ يَعِدُكُم مَّغْفِرَةً مِّنْهُ وَفَضْلاً وَاللّهُ وَاسِعٌ عَلِيمٌ﴾ [البقرة: 268].
4- الاستعاذة بالله من البخل، كما كان يفعل أكرم الخلق وأجودهم ﷺ، حيث كان يستعيذ من البخل فيقول: ((اللهمَّ إني أعوذ بك من البخل، وأعوذ بك من الجبن، وأعوذ بك أن أُردَّ إلى أرذل العمر)).
5- معالجة طول الأمل بالإكثار من ذكر الموت، والنظر في موت الأقران.
6-التأمُّل في حال البخلاء الذين تعبوا في جمع المال، والحرص عليه ثم تركهم له يتقاسمه الورثة، وربما استخدموه في غير طاعة الله، فكان وبالًا عليهم.
7- التأمل في الآيات الواردة في ذمِّ البخل، وما أعده الله للمتصفين بهذه الصفة القبيحة.
8- عدم الخوف على مستقبل الأبناء، والتيقن أنَّ من خلقهم قد خلق أرزاقهم معهم، ولن يضيعهم. فكم من ولد لم يرث من والده مالًا صار أحسن حالًا ممن ورث الأموال الطائلة.